# گوازیم‌ماهیان
خانواده گوازیم‌ماهیان،  (Nemipteridae) ماهیانی با اندازه کوچک تا متوسط و از دو پهلو فشرده هستند. دهان آن‌ها انتهایی است و دندان‌های کوچکی به صورت دستجات نوار مانند دارند. این گونه بدن باریک و بلندی دارد، روی خط جانبی دارای ۵۰ عدد فلس می‌باشد. یک باله پشتی دارند که واجد ۱۰ خار و ۹ شعاع نرم است و مبدأ آن از بالای قاعده باله سینه‌ای شروع می‌شود. باله سینه‌ای دارای ۱۵ شعاع نرم و باله شکمی دارای یک شعاع سخت و ۵ شعاع نرم می‌باشد. فلس‌های روی سرپوش و پیش سرپوش آبششی دایره‌ای بوده و بقیه نقاط بدن شانه‌ای می‌باشند.باله دمی عمیقا شکافدار، آخرین شعاع فوقانی آن از سایرین درازتر بوده و به صورت رشته‌ای در آمده‌است. رنگ بدن صورتی است که در پایین پهلوها کمرنگ تر شده و در ناحیه شکم زرد رنگ می‌شود. باله مخرجی دارای ۳ خار و ۷ شعاع نرم است.  یک خط جانبی خمیده دارند که واجد فلس‌های کوچک و تا حدی بزرگ هستند. فلس‌های بدن بزرگ، شانه‌ای یا دایره‌ای هستند و در ردیف‌های طولی قرار گرفته‌اند و به راحتی می‌ریزند. معمولاً تعدادی نوار افقی یا عمودی پهن بر روی بدن دیده می‌شود. غالبا این نوارها پس از مرگ ناپدید می‌شوند یا اینکه وضوح آن‌ها کمتر می‌شود. معمولاً رشته‌های باله‌ها به رنگ زرد هستند. گاهی اوقات یک نقطه در نزدیک مبدأ خط جانبی و همچنین یک علامت زین مانند بر روی پشت ماهی مشاهده می‌شود.معمولا الگوهای رنگی ماهیان جوان با ماهیان بالغ متفاوت است. این گونه عمدتا در آب‌های کرانه‌ای کم عمق تا عمق ۶۰ تا ۸۰ متری زیست می‌کند. انواع نر بزرگتر از انواع ماده هستند، تغذیه از کرم‌ها، سخت پوستان، صدف‌ها، سرپایان وماهی‌ها صورت می‌گیرد و انواع جوان آن سخت پوستان کوچک را ترجیح می‌دهند. غالبا در مجاورت آب سنگ‌های مرجانی به وفور دیده می‌شوند. اما زیستگاه بعضی نیز در بسترهای نرم است. گوازیم ماهیان خوراکی بوده و گوشت بسیار مطبوعی دارند و در بعضی نواحی بخش قابل توجهی از صید را به خود اختصاص می‌دهند. با این وجود، اهمیت این گروه در نواحی شرق اقیانوس هند غرب اقیانوس آرام مرکزی بیش از غرب اقیانوس هند است.نام‌های مورد استفاده این ماهی در جنوب ایران: سلطان ابراهیم، گوازیم، ریشو، قبازندو می‌باشد. وسایل صید آن، ترال کف، تور گوشگیر و قلاب دستی است.

## انواع
گوازیم دم‌رشته‌ه ويژهبانام علمی: Nemipیerus japonicی آب‌های